# Museo archeologico di Teanum Sidicinum
Il Museo archeologico di Teanum Sidicinum è un museo archeologico situato a Teano, in provincia di Caserta, in Campania.
Nel Museo sono esposti i reperti provenienti dagli scavi nel centro antico di Teano e nel territorio di Teanum Sidicinum, l'antica città nata intorno al 343 a.C., capitale dei Sidicini, popolazione italica che occupava la zona tra il Lazio meridionale e le terre dei Sanniti. Un'altra testimonianza di questo passato è il vicino teatro.
Il Museo è stato allestito nel complesso monumentale tardo gotico del “Loggione e Cavallerizza”, costruito nel XIV secolo con funzioni politiche e civili e appartenuto alla famiglia Marzano.
Dal dicembre 2014 il Ministero per i beni e le attività culturali lo gestisce tramite il Polo museale della Campania, nel dicembre 2019 divenuto Direzione regionale Musei.

## Esposizione
L'esposizione si snoda su sette sale, in un percorso cronologico e tematico riguardante tre millenni di storia.
Nella prima sala sono raccolte le prime testimonianze di vita nell'area, risalenti fino al Paleolitico medio, mentre sulle due navate dell’edificio medievale vengono mostrate le principali dinamiche di occupazione territoriale attuate dai popoli antichi: l’età dei villaggi (VIII-IV secolo a.C., nelle sale 2-3-4) e l’età della città (III secolo a.C. - VII secolo d.C., nelle sale 5-6-7).

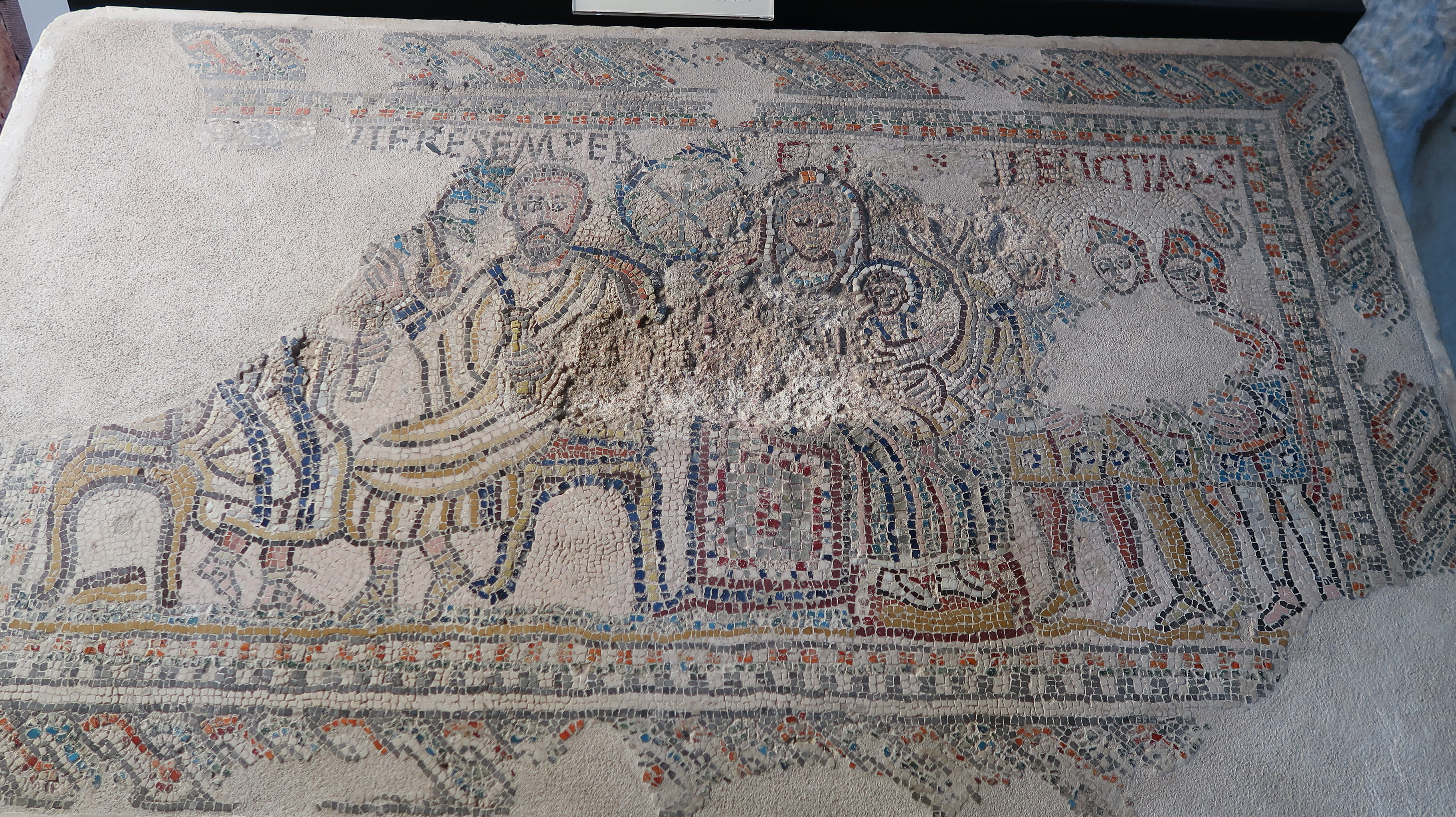
Il mosaico dell'Epifania

Tra i reperti conservati nel museo vi sono: il mosaico con la più antica attestazione dell’iconografia dell’Epifania, 375 d.C.; oggetti votivi deposti in santuari, provenienti soprattutto dall’area sacra in località Loreto; statuette, vasellame, ceramica miniaturistica, ex voto raffiguranti animali e prodotti della terra, derivanti dal santuario del villaggio in località Fondo Ruozzo - frequentato dal periodo arcaico, alle guerre annibaliche, all'età sillana - e corredi funerari provenienti da necropoli, sia di villaggi che di cittadine, e databili dalla fine del VI secolo a.C. all'età imperiale romana.